# امریکن کنیون (کالیفرنیا)
امریکن کنیون (به انگلیسی: American Canyon) شهری در شهرستان ناپا ایالت کالیفرنیا است که در سرشماری سال ۲۰۱۰ میلادی، ۱۹۴۵۴ نفر جمعیت داشته است.